# Deesen
Deesen là một đô thị thuộc một Verbandsgemeinde - ở huyện Westerwald trong bang Rheinland-Pfalz, Đức. Đô thị Deesen có diện tích 3,4 km².
Đô thị này nằm ở Westerwald giữa Koblenz và Siegen bên rìa Vườn tự nhiên Rhein-Westerwald.